# Erysimum talijevii
Erysimum talijevii är en korsblommig växtart som beskrevs av Michail Klokov. Erysimum talijevii ingår i släktet kårlar, och familjen korsblommiga växter. Inga underarter finns listade i Catalogue of Life.